# Caconde
Caconde, amtlich portugiesisch Município da Estância Climática de Caconde, ist eine Stadt im Bundesstaat São Paulo in Brasilien.
Mit knapp 19.000 Einwohnern (Schätzung 2018) und einer Fläche von 470,5 km² liegt die Stadt ca. 290 km nördlich der Hauptstadt São Paulo und ist ein  beliebter Kur- und Erholungsort. Caconde liegt auf 860 Metern über dem Meeresspiegel an der Grenze zu Minas Gerais. Es ist umgeben von São José do Rio Pardo, Tapiratiba, Divinolândia, Muzambinho, Botelhos, Poços de Caldas und Cabo Verde.

## Söhne und Töchter
- Pascoal Ranieri Mazzilli (1910–1975), Politiker, Präsident Brasiliens
- Diógenes da Silva Matthes (1931–2016), katholischer Geistlicher, Bischof von Franca
- Pedro Carlos Cipolini (* 1952), katholischer Geistlicher, Bischof von Santo André
- Luiz Antônio Cipolini (* 1962), katholischer Geistlicher, Bischof von Marília
- Luiz Carlos Dias (* 1964), katholischer Geistlicher, Bischof von São Carlos